# San Fratello
San Fratello é uma comuna italiana da região da Sicília, província de Messina, com cerca de 4.561 habitantes. Estende-se por uma área de 67 km², tendo uma densidade populacional de 68 hab/km². Faz fronteira com Acquedolci, Alcara li Fusi, Caronia, Cesarò, Militello Rosmarino, Sant'Agata di Militello.

## Demografia
| Variação demográfica do município entre 1861 e 2011                               |
|                                                                                   |
| Fonte: Istituto Nazionale di Statistica (ISTAT) - Elaboração gráfica da Wikipedia |